# دوريس ليوتار
دوريس ليوتار (من مواليد 10 أبريل 1963 في ميرينشواند، أرغاو) هي سياسية ومحامية سويسرية ورئيسة الاتحاد لعام 2017. منذ 1 أغسطس 2006، كانت عضوًا في المجلس الاتحادي السويسري. من 1 أغسطس 2006 حتى 31 أكتوبر 2010 كانت رئيس الإدارة الاتحادية للشؤون الاقتصادية (وزير التجارة السويسري). منذ 1 نوفمبر 2010 وهي رئيس الإدارة الاتحادية للبيئة والنقل والطاقة والاتصالات. تم انتخابها رئيسة الاتحاد لعام 2010.

## روابط خارجية
- دوريس ليوتار على موقع IMDb (الإنجليزية)
- دوريس ليوتار على موقع مونزينجر (الألمانية)